# Eliminatórias para o Campeonato Africano das Nações de 2023 – Grupo G
O Grupo G das Eliminatórias para o Campeonato Africano das Nações de 2023 foi um dos doze grupos que definiram as equipes que se classificaram para o Campeonato Africano das Nações de 2023. Participaram quatro seleções: Congo, Gâmbia, Mali e Sudão do Sul.
As equipes jogaram uma contra a outra no formato todos contra todos entre julho de 2022 e setembro de 2023.

## Classificação
| Pos | Equipe       | Pts | J | V | E | D | GP | GC | SG  | Classificado                           |     | MLI | GAM | CGO | SSD |
| --- | ------------ | --- | - | - | - | - | -- | -- | --- | -------------------------------------- | --- | --- | --- | --- | --- |
| 1   | Mali         | 15  | 6 | 5 | 0 | 1 | 15 | 2  | +13 | Campeonato Africano das Nações de 2023 |     | —   | 2–0 | 4–0 | 4–0 |
| 2   | Gâmbia       | 10  | 6 | 3 | 1 | 2 | 7  | 7  | 0   | Campeonato Africano das Nações de 2023 |     | 1–0 | —   | 2–2 | 1–0 |
| 3   | Congo        | 7   | 6 | 2 | 1 | 3 | 5  | 10 | −5  |                                        |     | 0–2 | 1–0 | —   | 1–2 |
| 4   | Sudão do Sul | 3   | 6 | 1 | 0 | 5 | 5  | 13 | −8  |                                        | 1–3 | 2–3 | 0–1 | —   |     |

## Partidas
| 4 de junho de 2022 | Gâmbia       | 1 – 0     | Sudão do Sul | Stade Lat-Dior, Thiès (Senegal) |
| 16:00 (UTC+0)      | Jallow 45+4' | Relatório |              | Árbitro: BUR Jean Ouattara      |

| 4 de junho de 2022 | Mali                                       | 4 – 0     | Congo | Estádio do 26 de Março, Bamaco |
| 19:00 (UTC+0)      | Camara 1' · Touré 11', 40' · Coulibaly 44' | Relatório |       | Árbitro: MRT Abdel Aziz Bouh   |

| 8 de junho de 2022 | Congo         | 1 – 0     | Gâmbia | Estádio Alphonse Massemba-Débat, Brazavile |
| 17:00 (UTC+1)      | Makoumbou 74' | Relatório |        | Árbitro: CAF André Kolissala               |

| 8 de junho de 2022 | Sudão do Sul | 1 – 3     | Mali                                   | St. Mary's Stadium-Kitende, Entebbe (Uganda) |
| 15:00 (UTC+3)      | Kouyaté 29'  | Relatório | 59' Camara · 90+3' Koïta · 90+5' Dieng | Árbitro: UGA Mashood Ssali                   |

| 23 de março de 2023 | Congo             | 1 – 2     | Sudão do Sul              | Estádio Alphonse Massemba-Débat, Brazavile |
| 17:00 (UTC+1)       | Bifouma 90' (pen) | Relatório | Daniel 66' · Okello 90+6' | Árbitro: MOZ Celso Alvação                 |

| 24 de março de 2023 | Mali                      | 2 – 0     | Gâmbia | Estádio do 26 de Março, Bamaco |
| 20:00 (UTC+0)       | Doumbia 3' · Traoré 90+5' | Relatório |        | Árbitro: BUR Jean Ouattara     |

| 27 demarço de 2023 | Sudão do Sul | 0 – 1     | Congo           | Estádio Nacional, Dar es Salaam (Tanzânia) |
| 15:00 (UTC+2)      |              | Relatório | Charpentier 90' | Árbitro: NGR Joseph Odey Ogabor            |

| 28 de março de 2023 | Gâmbia     | 1 – 0     | Mali | Estádio Mohammed V, Casablanca (Marrocos) |
| 19:00 (UTC+0)       | Colley 79' | Relatório |      | Árbitro: TOG Kouassi Attisso Attiogbe     |

| 14 de junho de 2023 | Sudão do Sul          | 2 – 3     | Gâmbia                               | Estádio do Canal de Suez, Ismaília |
| 15:00 (UTC+2)       | Yuel 21' · Chol 90+1' | Relatório | Angier 4' · Jallow 62' · Barry 90+6' | Árbitro: MRT Dahane Beida          |

| 18 de junho de 2023 | Congo | –         | Mali | Estádio Alphonse Massemba-Débat, Brazavile |
| 17:00 (UTC+1)       |       | Relatório |      |                                            |

| 8 de setembro de 2023 | Mali                                          | 4 – 0     | Sudão do Sul | Estádio do 26 de Março, Bamaco |
| 19:00 (UTC+0)         | Koné 10' · K. Doumbia 29', 57' · Dorgeles 82' | Relatório |              | Árbitro: TUN Mehrez Melki      |

| 10 de setembro de 2023 | Gâmbia                    | 2 – 2     | Congo                              | Estádio de Marraquexe, Marraquexe, (Marrocos) |
| 20:00 (UTC+1)          | Minteh 79' · Badamosi 90' | Relatório | Makouta 30' · Ganvoula 45+1' (pen) | Árbitro: EGY Mohamed Maarouf Eid Mansour      |